# Old Ways
Albums de Neil Young
Everybody's Rockin'
(1983) Landing on Water
(1986)
Singles
1. Old Ways
Sortie : 1985
2. Get Back to the Country
Sortie : 1985

Old Ways est un album de Neil Young sorti en 1985.

## Historique
L'album fut enregistré sur une période de trois années respectivement:
- 28 et 29 janvier 1983 : House of David, Nashville, Tennessee (3-8)
- 22 juin 1984 : Pedernales Recording Studio Spicewood, Texas (3) et enregistrement en public à Austin City Limits, Texas (6)
- 20 au 30 avril 1985 : The Castle, Franklin, Tennessee (1-2-3-4-5-7-9-10)

L'album fait suite au premier festival country Farm Aid où Young chantait aux côtés des chanteurs Jerry Jeff Walker et Willie Nelson. Le producteur Geffen intenta un procès contre Young pour « non-représentativité » de ses enregistrements. Il s'agit de l'unique album de Young véritablement 100 % « Country ».
Willie Nelson participe à l'album avec le titre Are There Any More Real Cowboys?
La production est soignée et l'album bien qu'agréable ne connu pas un grand succès dans les charts n'atteignant que la 75e place du Billboard 200.
Le titre Depression Blues qui aurait dû paraître avec l'album, mais probablement écarté car pas assez « country », se retrouve dans la compilation Lucky Thirteen.

## Liste des titres
- Sauf mention contraire les compositions sont de Neil Young

Face 1
1. The Wayward Wind (Herb Newman / Stan Lebowsky) - 3:12
2. Get Back to the Country – 2:50
3. Are There Any More Real Cowboys? – 3:03
4. Once an Angel – 3:55
5. Misfits – 5:07

Face 2
1. California Sunset – 2:56
2. Old Ways – 3:08
3. My Boy – 3:37
4. Bound for Glory – 5:48
5. Where Is the Highway Tonight? – 3:02

## Musiciens
- Neil Young - guitare acoustique (1-3-4-6-7-9), guitare électrique (2), banjo (8), harmonica (3-5-8), chant
- Denise Draper - chant (1)
- David Kirby - guitare acoustique (1-4-9-10)
- Grant Boatwright - guitare acoustique (1)
- Johnny Christopher - guitare acoustique (1)
- Ray Edenton - guitare acoustique (1)
- Waylon Jennings - guitare électrique (7), chant (1-2-5-7-9-10)
- Willie Nelson - guitare acoustique et chant (3)
- Ben Keith - guitare pedal steel, dobro (3-6-8)
- Ralph Mooney - guitare pedal steel (2-4-7-9-10)
- Béla Fleck - banjo (1)
- Bobby Thompson - banjo (2-5)
- Rufus Thibodeaux - fiddle (2, 6, 8-10)
- Tim Drummond - basse (6-8)
- Joe Allen - basse (2-4-5-7-9-10)
- Karl Himmel - batterie (1-2-3-4-6-7-8-9-10)
- Hargus "Pig" Robbins - piano (1-2-3-4-5-7-9-10)
- Gordon Terry - fiddle (4-9-10)
- Anthony Crawford - mandoline, chant (2-6) chœurs (8)
- Terry McMillan - harmonica, guimbarde (1-2-5-7-9)
- Gove Scrivenor - autoharpe (1)
- Farrell Morris - percussions (1)
- Marty Stuart - mandoline (5)
- Carl Gorodetzky - violon (5)
- Spooner Oldham - piano
- Chœurs :

Larry Byrom (8),
Rick Palombi (8),
Doana Cooper (1-4-5),
Gail Davies (4),
Betsy Hammer (4),
Pam Rose (4),
Janis Oliver-Gill (4),
Mary Ann Kennedy (4),
Kristine Oliver-Arnold (4),
Leona Williams (4).
- Cordes: (1-5) :

Carl Gorodetsky, leader;
George Binkley,
John Borg,
Roy Christensen,
Virginia Christensen,
Charles Everett,
Larry Harvin,
Mark Hembree,
Lee Larrison,
Betty McDonald,
Dennis Molchan,
Pamela Sixfin,
Mark Tanner,
David Vanderkooi,
Gary Vanosdale,
Carol Walker,
Stephanie Woolf.

## Charts
| Pays                                 | Durée du classement | Meilleur classement | Date              |
| ------------------------------------ | ------------------- | ------------------- | ----------------- |
| Canada (RPM)                         | 13 semaines         | 31e                 | 5 octobre 1985    |
| États-Unis (Billboard 200)           | 12 semaines         | 75e                 | 5 octobre 1985    |
| États-Unis (Top Country Albums)      | 25 semaines         | 24e                 | 23 novembre 1985  |
| Nouvelle-Zélande (RMNZ Albums Top40) | 4 semaines          | 29e                 | 6 octobre 1985    |
| Pays-Bas (MegaCharts)                | 4 semaines          | 25e                 | 14 septembre 1985 |
| Royaume-Uni (UK Albums Chart)        | 3 semaines          | 39e                 | 8 septembre 1985  |
| Suède (Sverigetopplistan)            | 4 semaines          | 13e                 | 6 septembre 1985  |